# Muan
Muan-gun (Hán Việt: Vụ An) là một huyện của tỉnh Jeolla Nam tại Hàn Quốc. Năm 2005, Muan trở thành tỉnh lỵ của tỉnh JeollaNam sau khi chuyển trụ sở văn phòng tỉnh từ Gwangju đến làng Namak tại Muan. Sân bay quốc tế Muan đã được mở cửa, và cuối cùng dự kiến sẽ thay thế các sân bay ở Gwangju và Mokpo.
Muan nằm ở mũi tây nam của bán đảo Triều Tiên. Nó đóng vai trò kết nối huyện đảo Sinan với phần đất liền. Huyện cõ một số bãi biển. Muan giáp với sông Yeongsan với Naju và Hampyeong ở phía bắc, Yeongam ở phía đông, Mokpo ở phía nam.
Muan được chính phủ Hàn Quốc quy hoạch thành một thành phố kinh doanh của vùng Honam. Chính phủ Hàn Quốc và Trung Quốc đã ký thỏa thuận phát triển liên doanh công nghiệp phức hợp tại đây. Nó báo cáo rằng chính phủ Trung Quốc đã chính thức hứa sẽ đầu tư và giúp đỡ thành lập khu liên hợp, bao gồm xây dựng một trường cao đẳng và các kho hàng phân phối cùng các công trình khác như phố Tàu cho người nước ngoài.

## Địa phương kết nghĩa
- Dobong-gu, Seoul, Hàn Quốc
- Gunpo, Gyeonggi, Hàn Quốc
- Uiryeong, Gyeongsang Nam, Hàn Quốc